# قيتروس (تكساس)
قيتروس (بالإنجليزية: Citrus City CDP, Texas)‏ هي مدينة تقع بولاية تكساس في الولايات المتحدة. تبلغ مساحتها 5.3 كم2، وترتفع عن سطح البحر 66 م، بلغ عدد سكانها 2,321 نسمة في عام 2010 حسب إحصاء مكتب تعداد الولايات المتحدة وتصل الكثافة السكانية فيها إلى 437.9 نسمة لكل كيلومتر مربع (1,134.2/ميل2).

## التركيبة السكانية
حدّد مكتب تعداد الولايات المتحدة بيانات التركيبة السكانية لقيتروس في تعداد الولايات المتحدة. في ما يلي، التركيبة السكانية حسب تعدادي 2000 و2010.

### تعداد عام 2000
بلغ عدد سكان قيتروس 941 نسمة بحسب تعداد عام 2000، وبلغ عدد الأسر 203 أسرة وعدد العائلات 190 عائلة مقيمة في المدينة. في حين سجلت الكثافة السكانية 177.5 نسمة لكل كيلومتر مربع (459.7/ميل2). وبلغ عدد الوحدات السكنية 222 وحدة بمتوسط كثافة قدره 41.9 لكل كيلومتر مربع (108.5/ميل2).
وتوزع التركيب العرقي للمدينة بنسبة 13.28% من البيض و0.21% من الأمريكيين الأفارقة و85.76% من الأعراق الأخرى و0.74% من عرقين مختلطين أو أكثر و98.72% من الهسبانيون أو اللاتينيون من أي عرق.
بلغ عدد الأسر 203 أسرة كانت نسبة 73.4% منها لديها أطفال تحت سن الثامنة عشر تعيش معهم، وبلغت نسبة الأزواج القاطنين مع بعضهم البعض 74.4% من أصل المجموع الكلي للأسر، ونسبة 15.3% من الأسر كان لديها معيلات من الإناث دون وجود شريك، بينما كانت نسبة 3.9% من الأسر لديها معيلون من الذكور دون وجود شريكة وكانت نسبة 6.4% من غير العائلات. تألفت نسبة 5.4% من أصل جميع الأسر من عدة أفراد يعيشون في نفس المنزل ونسبة 2% كانت تتألف من شخص يعيش بمفرده يبلغ من العمر 65 عاماً أو أكثر. وبلغ متوسط حجم الأسرة المعيشية 4.64، أما متوسط حجم العائلات فبلغ 4.68.
بلغ العمر الوسطي للسكان 21.0 عاماً. وكانت نسبة 43.1% من القاطنين تحت سن الثامنة عشر، وكانت نسبة 13.8% بين الثامنة عشر والرابعة والعشرين عاماً، ونسبة 29.3% كانت واقعةً في الفئة العمرية ما بين الخامسة والعشرين والرابعة والأربعين عاماً، ونسبة 11.1% كانت ما بين الخامسة والأربعين والرابعة والستين، ونسبة 2.7% كانت ضمن فئة الخامسة والستين عاماً فما فوق. يوجد لكل 100 أنثى 94.4 ذكر، ويوجد لكل 100 أنثى في الثامنة عشر من عمرها فما فوق 89.7 ذكر.
بلغ متوسط دخل الأسرة في المدينة 15,278 دولارًا، أما متوسط دخل العائلة فبلغ 14,667 دولارًا. وكان متوسط دخل الذكور 15,972 دولارًا مقابل 14,886 دولارًا للإناث. وسجل دخل الفرد الخاص بالمدينة 6,117 دولارًا. وكانت نسبة 49.4% من العائلات ونسبة 47.8% من السكان تحت خط الفقر، وكان من هؤلاء نسبة 46.6% تحت سن الثامنة عشر ونسبة 54.8% في الخامسة والستين من العمر وما فوق.

### تعداد عام 2010
بلغ عدد سكان قيتروس 2,321 نسمة بحسب تعداد عام 2010، وبلغ عدد الأسر 548 أسرة وعدد العائلات 478 عائلة مقيمة في المدينة. في حين سجلت الكثافة السكانية 437.9 نسمة لكل كيلومتر مربع (1,134.2/ميل2). وبلغ عدد الوحدات السكنية 579 وحدة بمتوسط كثافة قدره 109.2 لكل كيلومتر مربع (282.8/ميل2).
وتوزع التركيب العرقي للمدينة بنسبة 88.54% من البيض و0.26% من الأمريكيين الأفارقة و9.65% من الأعراق الأخرى و1.55% من عرقين مختلطين أو أكثر و87.29% من الهسبانيون أو اللاتينيون من أي عرق.
بلغ عدد الأسر 548 أسرة كانت نسبة 65.1% منها لديها أطفال تحت سن الثامنة عشر تعيش معهم، وبلغت نسبة الأزواج القاطنين مع بعضهم البعض 68.1% من أصل المجموع الكلي للأسر، ونسبة 13.7% من الأسر كان لديها معيلات من الإناث دون وجود شريك، بينما كانت نسبة 5.5% من الأسر لديها معيلون من الذكور دون وجود شريكة وكانت نسبة 12.8% من غير العائلات. تألفت نسبة 9.3% من أصل جميع الأسر من عدة أفراد يعيشون في نفس المنزل ونسبة 2% كانت تتألف من شخص يعيش بمفرده يبلغ من العمر 65 عاماً أو أكثر. وبلغ متوسط حجم الأسرة المعيشية 4.24، أما متوسط حجم العائلات فبلغ 4.55.
بلغ العمر الوسطي للسكان 24.4 عاماً. وكانت نسبة 40.7% من القاطنين تحت سن الثامنة عشر، وكانت نسبة 10.1% بين الثامنة عشر والرابعة والعشرين عاماً، ونسبة 30.4% كانت واقعةً في الفئة العمرية ما بين الخامسة والعشرين والرابعة والأربعين عاماً، ونسبة 14.6% كانت ما بين الخامسة والأربعين والرابعة والستين، ونسبة 4.3% كانت ضمن فئة الخامسة والستين عاماً فما فوق. وتوزع التركيب الجنسي للسكان بنسبة 51.3% ذكور و48.7% إناث.